# Saroba phoenicias
Saroba phoenicias là một loài bướm đêm trong họ Noctuidae.